# Battle Royale (película)
Battle Royale (バトル・ロワイアル?) (conocida como Batalla real en Argentina y Juego sangriento en México) es una película japonesa dirigida por Kinji Fukasaku, estrenada el 16 de diciembre de 2000. Siendo una adaptación de la novela homónima escrita por Koushun Takami, es considerada una película de culto y, por su violencia, generó polémica durante su estreno. No obstante existen críticos profesionales y estudiosos, como Tony Buchwald, que elogian la temática y su tratamiento formal. Posteriormente se rodó una secuela, Battle Royale II: Réquiem en el año 2003.

## Argumento
A principios del tercer milenio, la situación en Japón se vuelve insostenible: La tasa de desempleo alcanza el 15%, mientras que en los institutos, los alumnos están fuera de control y provocan boicots masivos, haciendo que la delincuencia juvenil crezca de forma rápida y alarmante. En respuesta a esta situación el gobierno promulga la ley Battle Royale, según la cual cada año es elegida una clase al azar entre todos los institutos japoneses. Sus alumnos son llevados a un lugar aislado donde tendrán que luchar entre sí durante tres días o hasta que solo quede uno vivo. 
El estudiante del instituto Shiroiwa Shūya Nanahara vive en un orfanato después del abandono de su madre y posterior suicidio de su padre. Noriko Nakagawa es la única estudiante del salón que asiste regularmente y se muestra respetuosa con su maestro titular, Kitano, quien renuncia después de ser apuñalado por Yoshitoki Kuninobu, el mejor amigo de Shuya.
Dos años después, la clase 3-B realiza una excursión, pero son gaseados y llevados a una isla remota. Kitano reaparece rodeado de soldados de las Fuerzas Especiales de Defensa, explicando a la clase que son elegidos para participar en el Battle Royale anual como resultado de la Ley: tienen tres días para luchar hasta la muerte o hasta que haya un vencedor. Como una forma de asegurar su obediencia, se les ha colocado collares explosivos que los matarán si no cooperan o permanecen dentro de las "zonas de peligro" diarias, lugares dentro del campo de batalla activados cada ciertas horas donde el collar se activará automáticamente si el alumno entra. Cada estudiante recibe raciones, agua, un mapa de la isla, brújula, linterna y un arma aleatoria. Kitano personalmente mata a dos de los estudiantes por desobediencia, uno de ellos es Kuninobu, quien muere por la detonación del collar, también les presenta a Shōgo Kawada y Kazuo Kiriyama, dos "estudiantes de intercambio", jóvenes que se ofrecieron voluntariamente para ser incluidos en el juego.
En las primeras seis horas suceden doce muertes; cuatro por suicidio, ocho causadas por la peligrosa delincuente juvenil Mitsuko Souma y el psicópata Kiriyama. Shuya decide proteger a Noriko en memoria de Yoshitoki, quien estaba enamorado de ella, y mientras ambos deciden qué hacer descubren que sus armas asignadas no son útiles para combatir. Aún así el muchacho mata accidentalmente al estudiante, Tatsumichi Oki, de lo que es testigo Yuko Sakaki; posteriormente Kawada lo salva de morir emboscado por Kyoichi Motobuchi a quien asesina. Mientras, Shinji Mimura, Yutaka Seto y Keita Iijima planean piratear el sistema informático del gobierno para interrumpir el programa y escapar.
Cuando Noriko enferma, Shuya la lleva a una clínica, donde se encuentran nuevamente con Kawada, quien decide ayudarlos. El joven les revela que ganó un Battle Royale hace tres años, donde su novia, Keiko, lo traicionó a último momento y se vio obligado a asesinarla, por lo que esta vez se unió voluntariamente pensando que, quizás, esto le ayude a comprender las acciones de su novia; aún así les cuenta que gracias a su experiencia previa conoce un método de escapar si los tres logran sobrevivir hasta el último día. Paralelamente, Hiroki Sugimura ha estado corriendo por toda la isla en busca de su mejor amiga, Takako Chigusa, y de Kayoko Kotohiki, su amor platónico. En otro lugar de la isla Takako es abordada por Kazushi Niida, de quien debe defenderse y asesinarlo, pero esto es aprovechado por Mitsuko, quien la hiere de muerte; aún así logra vivir lo suficiente para encontrarse con Sugimura y despedirse. 
Cuando Kiriyama ataca la clínica, Shuya confía a Kawada para proteger a Noriko y corre como una distracción, siendo herido por la Uzi de Kiriyama y rescatado por Sugimura. Shuya despierta en el faro de la isla, la alumna Yukie Utsumi, que está enamorada de él, esta le explica que Sugimura les encomendó cuidarlo. Otras cinco chicas también se esconden en el edificio, incluida Yuko, quien dominada por su paranoia se ha convencido de que Shuya mató a Oki por placer y ha decidido envenenarlo convencida de que las matará también. Aunque el grupo celebra al saber que Shogo conoce un modo de escapar y las puede llevar, Yuka muere cuando se come la comida de Shuya, lo que provoca histeria y desconfianza en el grupo y acaban matándose entre sí. Yuko es la única sobreviviente y dándose cuenta de su error se disculpa con Shuya y se suicida. Shuya se reúne con Noriko y Kawada, y se disponen a buscar a Mimura.
Por su parte, el grupo de Shinji descubre que los collares incluyen un micrófono con el cual los espían y se organizan en silencio para recolectar materiales con que armar una poderosa bomba casera para cual destruir la base de Kitano después de inhabilitar sus computadoras. Con solo diez jugadores jugadores vivos, Hiroki es asesinado por Kotohiki, quien dominada por el pánico lo acribilla sin darle tiempo a explicar que la buscaba para protegerla, aunque antes de morir, Sugimura, le declara sus sentimientos; de inmediato ella es asesinada por Mitsuko quien a su vez muere en manos de Kiriyama, convirtiendo a Noriko en la última chica sobreviviente. 
Mimura y sus compañeros inhabilitan el sistema informático del Programa, pero Kiriyama los encuentra y mata antes que puedan llevar la bomba hacia los militares, aun así Mimura logra detonarla antes de morir en un intento de matar a Kiriyama. Kawada, Noriko y Shuya oyen la explosión y cuando llegan al lugar encuentran a Kiriyama vivo pero herido, Kawada lo enfrenta y asesina quedando herido en el proceso.
En el último día, Kawada revela a Shuya y Noriko que realmente no existe una vía de escape y solo los usó como un modo de sobrevivir, tras lo cual los asesina. Aunque con las computadoras hackeadas no se puede monitorear los signos vitales y ubicación de los jugadores, Kitano ordena declarar terminado el juego, hace a las tropas retirarse y se entrevista en privado con Kawada. 
Kitano revela haber descubierto que mucho antes que Mimura interviniera Kawada ya había hackeado el sistema y desactivado su collar y los de Shuya y Noriko, siendo la traición solo una actuación para los micrófonos. Los tres sobrevivientes se enfrentan a Kitano en la sala de control, donde les muestra una pintura donde retrató a la clase masacrada con Noriko como la única sobreviviente. Kitano revela que se le ha hecho muy difícil lidiar con el odio de sus alumnos y su hija, confesando que siempre pensó en Noriko como una hija y a sus ojos es la única persona tan pura como para merecer ganar, por ello amenaza con dispararle para presionarla a que lo mate y pueda huir, pero Shuya le dispara primero. Cuando cae, Kitano revela que el arma es de juguete y nunca tuvo intención de dañarla; moribundo el profesor responde una llamada de su hija intentado despedirse antes de morir, pero ella no le presta atención y solo se dedica a insultarlo por lo que le dispara al teléfono con una pistola real antes de morir de sus heridas.
Shuya, Noriko y Kawada escapan de la isla en un bote, mientras conversan Noriko concluye que la novia de Kawada, Keiko, nunca deseó traicionarlo sino que fingió hacerlo para asegurarse que él viviera sin remordimientos por matarla. En altamar Kawada muere a causa de sus heridas, sin embargo se muestra feliz y en paz por haber hecho amigos y encontrado respuestas. Shuya y Noriko son declarados fugitivos y buscados por asesinato siendo vistos por última vez en la ciudad de Shiroiwa escapando juntos, decididos a sobrevivir.

## Personajes

### Alumnos
| Alumno                       | Arma                                           | Destino                                                          |
| ---------------------------- | ---------------------------------------------- | ---------------------------------------------------------------- |
| Chico #1 Yoshio Akamatsu     | Ballesta                                       | Asesinado por Niida con su propia ballesta.                      |
| Chica #1 Mizuho Inada        | Cuchillo japonés de cocina                     | Apuñalada en el estómago por Kaori con un Piolet.                |
| Chico #2 Keita Iijima        | Jutte                                          | Acribillado por Kiriyama.                                        |
| Chica #2 Yukie Utsumi        | Pistola (Smith & Wesson Modelo 66)             | Acribillada en el tiroteo del faro.                              |
| Chico #3 Tatsumichi Oki      | Hacha pequeña                                  | Cae sobre su hacha.                                              |
| Chica #3 Megumi Eto          | Arma de electrochoque                          | Degollada y decapitada por Mitsuko.                              |
| Chico #4 Toshinori Oda       | Chaleco antibalas                              | Decapitado por Kiriyama con una katana.                          |
| Chica #4 Sakura Ogawa        | Renuncia a su derecho de recibir equipamiento. | Se declara no jugadora. Suicidio por salto desde un acantilado.  |
| Chico #5 Shōgo Kawada        | Escopeta (Franchi SPAS)                        | Ganador oficial. Muere tras el juego por daño acumulado.         |
| Chica #5 Izumi Kanai         | granadas de mano                               | Acribillada por Kiriyama.                                        |
| Chico #6 Kazuo Kiriyama      | Harisen                                        | El jugador más letal. Kawada detona el collar con su escopeta.   |
| Chica #6 Yukiko Kitano       | Altavoz                                        | Se declara no jugadora. Acribillada por Kiriyama.                |
| Chico #7 Yoshitoki Kuninobu  | No participa en la asignación de equipamiento. | Ejecutado por Kitano antes del juego por detonación de collar.   |
| Chica #7 Yumiko Kusaka       | Wakizashi                                      | Se declara no jugadora. Acribillada por Kiriyama.                |
| Chico #8 Yoji Kuramoto       | Cuerda                                         | Ahorcado por Mitsuko con su propia cuerda.                       |
| Chica #8 Kayoko Kotohiki     | Pistola - Glock 19 de dos cañones.             | Acribillada por Mitsuko.                                         |
| Chico #9 Hiroshi Kuronaga    | Ametralladora                                  | Acribillado por Kiriyama.                                        |
| Chica #9 Yuko Sakaki         | Cianuro                                        | Suicidio por salto desde el faro.                                |
| Chico #10 Ryuhei Sasagawa    | Metralleta - Uzi                               | Acribillado por Kiriyama.                                        |
| Chica #10 Hirono Shimizu     | Pistola - Colt.45 M1911A1                      | Acribillada por Mitsuko con su propia pistola.                   |
| Chico #11 Hiroki Sugimura    | Radar de collares                              | Acribillado por Kotohiki.                                        |
| Chica #11 Mitsuko Souma      | Kama                                           | Acribillada por Kiriyama. Segundo jugador más letal.             |
| Chico #12 Yutaka Seto        | Tenedor                                        | Acribillado por Kiriyama.                                        |
| Chica #12 Haruka Tanizawa    | Browning Hi-Power 9mm                          | Acribillada en el tiroteo del faro.                              |
| Chico #13 Yuichiro Takiguchi | Machete                                        | Degollado por Mitsuko.                                           |
| Chica #13 Takako Chigusa     | Navaja                                         | Acribillada por Mitsuko.                                         |
| Chico #14 Sho Tsukioka       | Nunchaku                                       | Asesinado por Kiriyama.                                          |
| Chica #14 Mayumi Tendo       | Guantes de boxeo                               | Asesinada por Akamatsu con su ballesta.                          |
| Chico #15 Shūya Nanahara     | Tapa de cacerola                               | Prófugo de la justicia por crímenes contra la Ley Battle Royale. |
| Chica #15 Noriko Nakagawa    | Prismáticos                                    | Prófuga de la justicia por crímenes contra la Ley Battle Royale. |
| Chico #16 Kazushi Niida      | Colgador de ropa                               | Apuñalado por Chigusa.                                           |
| Chica #16 Yuka Nakagawa      | metralleta - Micro Uzi                         | Envenenamiento accidental con cianuro.                           |
| Chico #17 Mitsuru Numai      | Revólver- Colt .357                            | Asesinado por Kiriyama.                                          |
| Chica #17 Satomi Noda        | Escopeta - M870                                | Acribillada en el tiroteo del faro.                              |
| Chico #18 Tadakatsu Hatagami | Bate de metal                                  | Degollado por Mitsuko.                                           |
| Chica #18 Fumiyo Fujiyoshi   | No participa en la asignación de equipamiento. | Apuñalada por Kitano antes del juego.                            |
| Chico #19 Shinji Mimura      | Pistola - Beretta 92FS                         | Autoinmolación con bomba casera.                                 |
| Chica #19 Chisato Matsui     | Pistola - Walther PPK                          | Acribillada en el tiroteo del faro.                              |
| Chico #20 Kyoichi Motobuchi  | Pistola - Smith & Wesson Modelo 19 .357.       | Asesinado por Kawada con su escopeta.                            |
| Chica #20 Kaori Minami       | Piolet                                         | Apuñalada por Mizuho con un cuchillo.                            |
| Chico #21 Kazuhiko Yamamoto  | Hachimaki                                      | Se declara no jugador. Suicidio por salto desde un acantilado.   |
| Chica #21 Yoshimi Yahagi     | Martillo de juguete                            | Ahorcada por Mitsuko.                                            |
| Profesor Kitano              | M1911A1 (Pistola de agua)                      | Acribillado por Shuya tras el cierre del juego.                  |

### Otros personajes
- Kitano: El profesor. Totalmente distinto a Sakamochi y a Kamon fue extutor de la clase seleccionada pero renunció abrumado por el mal comportamiento de sus alumnos. En una ocasión fue apuñalado en el muslo por Yoshitoki Kuninobu y desde entonces cojea. También se diferencia porque no es tan sádico como Sakamochi y Kamon. Tiene una fuerte y terrible obsesión con Noriko Nakagawa. Nanahara lo mata disparándole con un SMG al final de la película.
- Teniente Anjo: Un soldado.
- Chica del vídeo de entrenamiento: Se trata de la guía del vídeo de cómo participar en Battle Royale. Su manera cursi e infantil de hablar desentona con la situación en que se encuentran los estudiantes, siendo un ejemplo del humor negro[8] que impregna toda la película. La chica se encarga de decir los nombres de los estudiantes para que salgan de clase después de que acabe la explicación de cómo participar en Battle Royale.
- Padre de Shuya Nanahara: Su caracterización adopta un enfoque radicalmente opuesto al mencionado en otras versiones. Aparece en los recuerdos de su hijo cuando se siente abrumado por la violencia y crueldad del programa, allí se muestra como un hombre nervioso y exaltado que pierde constantemente los estribos sin razón ya que está al borde del colapso por el estrés. Finalmente un día sucumbe y su hijo lo encuentra ahorcado al llegar a su casa junto a un mensaje de despedida para él escrito en papel sanitario.
- Masao Hayashida (林田昌朗, Hayashida Masao): El tutor de la clase 3-B del instituto de Shiroiwa. Es asesinado por oponerse a que la clase ingrese en el juego y por abogar por las vidas de sus estudiantes. Tiene el mote de "libélula", debido a sus grandes gafas.
- Keiko Onuki (大貫慶子, Ōnuki Keiko) (Keiko Inoue en el manga traducido al inglés): Novia de Shogo Kawada de su escuela anterior en Kobe, Keiko estaba en la clase de Kawada cuando los mandan a participar a Battle Royale. Keiko muere durante Battle Royale con lo que Kawada se transforma en alguien más duro y cerrado.
- Mai: También llamada "la chica que sonríe". Es la ganadora de un juego anterior pero no se sabe si el anterior a la trama de la película u otro Battle Royale. Sale en el inicio de la película sonriendo tras ser encontrada por el personal militar empapada en sangre y sosteniendo una muñeca de trapo. El mismo personaje aparece otra vez en la secuela Battle Royale II: Réquiem como miembro del grupo de Shuya Nanahara.

### Contador de víctimas
| Victimario      | Víctimas | Total      |
| --------------- | --- | ---------- |
| Kazuo Kiriyama  | - Chico #9 Kuronaga - Chico #10 Sasagawa - Chico #14 Tsukioka - Chico #17 Numai - Chica #5 Kanai - Chica #6 Yukiko - Chica #7 Kusaka - Chico #4 Oda - Chico #19 Mimura - Chico #5 Kawada - Chica #11 Mitsuko - Chico #2 lijima - Chico #12 Yutaka | 13 muertos |
| Mitsuko Sōma    | - Chica #3 Megumi - Chica #10 Hirono - Chica #13 Chigusa - Chico #13 Takiguchi - Chico #18 Hatagami - Chica #8 Kotohiki | 6 muertos  |
| Satomi Noda     | - Chica #2 Yukie - Chica #12 Haruka - Chica #19 Chisato | 3 muertos  |
| Shūya Nanahara  | - Chico #3 Oki - Profesor Kitano | 2 muertos  |
| Shōgo Kawada    | - Chico #20 Motobuchi - Chico #6 Kiriyama | 2 muertos  |
| Profesor Kitano | - Chica #18 Fujiyoushi - Chico #7 Kunninobu | 2 muertos  |
| Takako Chigusa  | - Chico #16 Niida | 1 muerto   |
| Kazushi Niida   | - Chico #1 Akamatsu | 1 muerto   |
| Yoshio Akamatsu | - Chica #14 Tendō | 1 muerto   |
| Kayoko Kotohiki | - Chico #11 Sugimura | 1 muerto   |
| Mizuho Inada    | - Chica #20 Minami | 1 muerto   |
| Kaori Minami    | - Chica #1 Mizuho | 1 muerto   |
| Yukie Utsumi    | - Chica #17 Satomi | 1 muerto   |
| Yūko Sakaki     | - Chica #16 Yūka | 1 muerto   |

## Reglas
1. No hay escapatoria.
2. Si sobrevive más de uno al pasar los tres días todos los collares detonarán.
3. Si un alumno queda dentro de una zona de peligro se activará la detonación del collar.
4. No se puede quitar el collar.
5. No existen normas con respecto al modo en el que se mata.
6. Se permiten las asociaciones para ayudarse mutuamente, pero eso no evita que solo pueda sobrevivir uno.

## Reparto
- Tatsuya Fujiwara como Shūya Nanahara (Chico #15).
- Aki Maeda como Noriko Nakagawa (Chica #15).
- Tarō Yamamoto como Shogo Kawada (Chico #5).
- Kō Shibasaki como Mitsuko Sōma (Chica #11).
- Masanobu Andō como Kiriyama (Chico #6).
- Takeshi Kitano como El profesor Kitano.
- Chiaki Kuriyama como Takako Chigusa (Chica #13).
- Sōsuke Takaoka como Hiroki Sugimura (Chico #11).
- Eri Ishikawa como Yukie Utsumi (Chica #2).
- Sayaka Kamiya como Satomi Noda (Chica #17).
- Hitomi Hyuga como Yūko Sakaki (Chica #9).
- Takashi Tsukamoto como Shinji Mimura (Chico #19).
- Yukihiro Kotani como Yoshitoki Kuninobu (Chico #7).
- Aki Inoue como Fumiyo Fujiyoshi (Chica #18).
- Sayaka Ikeda como Megumi Etō (Chica #3).
- Takayo Mimura como Kayoko Kotohiki (Chica #8).
- Yutaka Shimada como Yutaka Setō (Chico #12).
- Ren Matsuzawa como Keita Ijima (Chico #2).
- Hirohito Honda como Kazushi Niida (Chico #16).
- Anna Nagata como Hirono Shimizu (Chica #10).
- Satomi Ishii como Haruka Tanizawa (Chica #12).
- Asami Kanai como Chisato Matsui (Chica #19).
- Satomi Hanamura como Yūka Nakakawa (Chica #16).
- Yukari Kanasawa como Yukiko Kitano (Chica #6).
- Misao Kato como Yumiko Kusaka (Chica #7).
- Ryō Niita como Kyōchi Motobuchi (Chico #20).
- Yōsuke Shibata como Mitsuru Numai (Chico #17).
- Shirō Go como Ryūhei Sasakawa (Chico #10).
- Yūki Masuda como Hiroshi Kuronaga (Chico #9).
- Shigeki Hirokawa como Shō Tsukioka (Chico #14).
- Tamaki Mihara como Izumi Kanai (Chica #5).
- Takako Baba como Yoshimi Yahagi (Chica #21).
- Haruka Nomiyama como Mayumi Tendō (Chica #14).
- Tomomi Shimaki como Sakura Ogawa (Chica #4).
- Yasuomi Sano como Kazuhiko Yamamoto (Chico #21).
- Shin Kusaka como Yoshio Akamatsu (Chico #1).
- Gōki Nishimura como Tatsumichi Ōki (Chico #3).
- Shigehirō Yamaguchi como Toshimori Oda (Chico #4).
- Osamu Ōnishi como Yōji Kuramoto (Chico #8).
- Satoshi Yokomichi como Tadakatsu Hatagami (Chico #18).
- Jun'ichi Naitō como Yūichirō Takiguchi (Chico #13).
- Tsuyako Kinoshita como Mizuho Inada (Chica #1).
- Mai Sekiguchi como Kaori Minami (Chica #20).
- Ken Nakaide como el profesor Hayashida.
- Takashi Taniguchi como Padre de Shuya Nanahara.
- Yûko Miyamura como la chica del video tutorial.
- Gou Ryugawa como el teniente Anjo.

## Producción

### Casting
Aproximadamente 6000 actores audicionaron para la película, que se redujo a 800 posibles miembros del reparto. Estos finalistas fueron sometidos a un período de 6 meses de entrenamiento físico bajo la supervisión del director, Kinji Fukasaku, quien finalmente eligió a 42 de los 800.
A pesar de que los personajes eran estudiantes de secundaria, Aki Maeda, Yukihiro Kotani, Takayo Mimura, Yukari Kanasawa eran los únicos que tenían entre 15 y 16 años. Los demás miembros del elenco se habían graduado de educación secundaria; Tarō Yamamoto y Masanobu Andō eran los actores de mayor edad, con 25 años.
El actor, director y comediante Takeshi Kitano fue elegido para el papel del maestro; como una de las celebridades japonesas más exitosas de las últimas décadas, a nivel nacional e internacional, ayudó a atraer a una gran audiencia a la película y al ser un verdadero presentador de programas de juegos japoneses populares, como Takeshi's Castle (1986-1990), agregó una sensación de realismo al concepto de programa de juegos extremo de la película.

### Proceso creativo

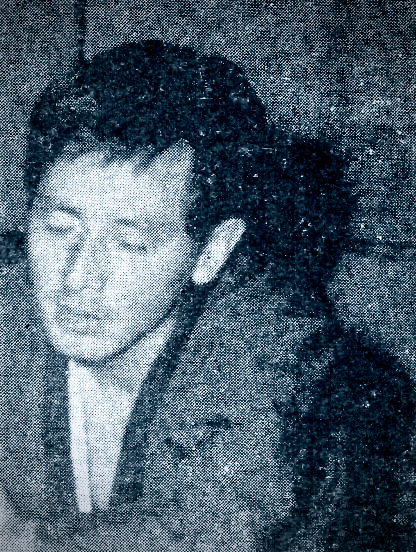
Fukasaku Kinji, director de la adaptación de la obra.

Fukasaku declaró que decidió dirigir la película porque la novela le recordaba cuando tenía 15 años durante la Segunda Guerra Mundial y su clase fue obligada a trabajar en una fábrica de municiones. En julio de 1945, la fábrica fue atacada con fuego de artillería y los niños no pudieron escapar, por lo que se cubrieron unos debajo de otros, posteriormente los miembros sobrevivientes de la clase tuvieron que deshacerse de los cadáveres. En ese momento, Fukasaku se dio cuenta de que el gobierno japonés estaba mintiendo sobre la Segunda Guerra Mundial y desarrolló un odio ardiente hacia los adultos en general que mantuvo durante mucho tiempo después.
Kitano dijo a un equipo de documentales durante la filmación que él cree que "el trabajo de un actor es satisfacer al director... Me muevo como me dicen. Trato de verme como me dicen. No sé mucho sobre el lado emocional", antes de agregar: "El Sr. Fukasaku me dijo que me interpretara a mí mismo. Realmente no entendí, pero me dijo que me interpretara a mí mismo, ¡como lo haría normalmente! Solo estoy tratando de hacer lo que me dice."
Cuando se le preguntó en una entrevista con The Midnight Eye si la película es "una advertencia o un consejo para los jóvenes", Fukasaku respondió señalando que "advertencia" y "consejo" eran palabras que "me suenan muy fuertes", como si fueran acciones; la película no sería "particularmente una advertencia o un consejo". Explicó también que la película, que describe como "una fábula", incluye temas, como el crimen juvenil, que en Japón "es un problema moderno y muy real". Cuando el entrevistador le dijo a Fukasaku que hizo la pregunta específicamente por la palabra "corre" en el texto final, que el entrevistador describió como "muy positivo", Fukasaku explicó que desarrolló el concepto a lo largo de la película. Fukasaku interpretó la pregunta del entrevistador como si tuviera "un significado más fuerte" que "un simple mensaje", explicó además que la película simplemente contiene su " mensaje para la próxima generación", por lo que el espectador debe decidir si tomarlo como un consejo o una advertencia.

## Recepción
La cinta obtiene valoraciones positivas en los portales de información cinematográfica y entre la crítica especializada. En IMDb obtiene una puntuación media ponderada de 7,6 sobre 10. En FilmAffinity con 35.108 votos obtiene una valoración media de 6,5 sobre 10. En el agregador de críticas Rotten Tomatoes obtiene una calificación de "fresco" para el 88% de las 48 críticas profesionales computadas y para el 89% de las más de 50.000 valoraciones registradas en los usuarios del portal. En Metacritic, analizadas 7 críticas profesionales, obtiene una valoración de 81 sobre 100 lo que implica "aclamación universal" y tiene una puntuación media de 7,9 sobre 10 teniendo en cuenta 178 valoraciones de los usuarios de la plataforma.
El crítico Jordi Costa para la revista Fotogramas le otorgó 5 estrellas sobre 5 indicando "como toda obra de arte popular llamada a perdurar, 'Battle Royale' habla a múltiples niveles, toca zonas sensibles y está condenada a ser malinterpretada en su época(...) Una auténtica proeza".
Javier G. Trigales en su reportaje de 2010 "Cine y polémica: Battle Royale" para EspinOf destacó "aunque el film peca en su desarrollo de cierto esquematismo y una repetición continuada de situaciones que no le hace ningún bien, el espíritu gamberro de una propuesta tan burra está realmente conseguido, las actuaciones de los jóvenes son más que convincentes y el humor sanguinario funciona como un mecanismo de relojería".
Mónica Zas Marcos y José Antonio Luna en su reportaje "Libros, películas y videojuegos que alimentan la obsesión por El juego del calamar" para ElDiario.es incidieron en la importancia de la novela de Koushun Takami mencionando que "el libro ha tenido una adaptación cinematográfica, ha inspirado otras como Alien vs. Predator (2004), e incluso ha calado en el mundo del videojuego con Fornite, que bebe justo de este concepto".
José Antonio Martínez Perallón en El Periódico de España destacó las diferentes continuaciones, tanto en películas como en series, indicando "El cineasta Kinji Fukasaku inauguró todo un género que se consagró doce años después cuando llegó la versión made in USA, Los juegos del hambre.
Maggie Lee para The Hollywood Reporter la calificó de "obra pionera en el concepto del juego de la muerte entre adolescentes todavía conserva su crudo poder visceral y la provocativa reflexión sobre la lucha entre la adolescencia y la edad adulta".
A. O. Scott en The New York Times indicó que "Fukasaku tiene un estilo eficiente e impactante(...) Sus magníficas y caóticas coreografías son a la vez cómicas y espantosas. El joven reparto asume la extrema radicalidad de la historia con una convicción impresionante".
Sara Stewart para New York Post incidió en el estilo visual "una auténtica belleza(...) A Fukasaku no parece que le interese demasiado el argumento, pero su 'Battle Royale' es un maravilloso y retorcido entretenimiento: en este juego, la suerte no favorece a nadie".
Peter Bradshaw para el periódico británico The Guardian destacó la solidez de la trama indicando que "algunos encontrarán su violencia explícita repulsiva, o simplemente aburrida. Pero la película es tan sólida como remarcable. Su intenso candor y su extraño sentido de urgencia hacen que sea especialmente absorbente".

## Controversias

### Clasificación de la película
La reacción japonesa a la película a principios de la década de 2000 ha sido comparada con la indignación británica por La naranja mecánica a principios de la década de 1970. Fukasaku declaró que se sentía incómodo con ello a pesar de que obtuvo mucha publicidad debido a la controversia. Originalmente el director se opuso a la calificación R15+ que la Eiga Rinri Kanri Iinkai (映画倫理機構 Organización de Calificación y Clasificación de Películas?) otorgó a la película motivada por las vivencias de Fukasaku durante la Segunda guerra en su adolescencia, el que los personajes fueran jóvenes de 15 años y que muchos de los actores fuesen menores de edad.

### Declaraciones de la Dieta de Japón
Tras presentar una apelación a la clasificación obtenida, y antes de que la Eiga Rinri Kanri Iinkai pudiera pronunciarse al respecto, la Dieta de Japón declaró que la obra era dañina para los adolescentes. La película fue etiquetada como "cruda e insípida" por algunos miembros y otros funcionarios del gobierno después de que fuera exhibida para ellos antes del estreno, iniciando con ello un debate sobre el actuar del gobierno respecto a la violencia en los medios. Fukasaku llegó a dar un comunicado de prensa dirigido a los adolescentes de quince años diciendo "puedes colarte, y te animo a que lo hagas", ya que muchos políticos conservadores utilizaron la película como supuesta evidencia de que la cultura popular era culpable de una ola de delincuencia juvenil sucedida en esa época.

### La Asesina de Sasebo
El 1 de junio de 2004 en la ciudad de Sasebo, en la Prefectura de Nagasaki sucedió el incidente de La Asesina de Sasebo, donde una niña de 11 años atacó y degolló premeditadamente con un cúter a una compañera de 12 años en su escuela primaria en represalia porque, según declaró, la víctima hizo comentarios en una sala de chat relacionados con su apariencia y actitud. La prensa aseguró, con una connotación negativa, que la agresora había leído la novela Battle Royale y había visto la película, esto significó que los creadores de la secuela tuvieran que posponer el lanzamiento del DVD, originalmente programado para el 9 de junio de ese año.

### Reacción internacional
Durante once años, no se permitió que la película se estrenara en Estados Unidos o Canadá. La película se proyectó a una audiencia de prueba en los EE. UU. a principios de la década de 2000, poco después de la masacre de Columbine, lo que resultó en una reacción negativa a su contenido. Según el libro Japanese Horror Cinema, "Consciente del síndrome de Columbine, que también influyó en la recepción de The Matrix (1999), gran parte de la audiencia de prueba de Battle Royale condenó la película por su violencia 'sin sentido' y gratuita en términos que recuerdan mucho a la actitud británica hacia Straw Dogs (1971) de Sam Peckinpah en su lanzamiento inicial".
En 2005, el representante de un posible distribuidor estadounidense dijo que los ejecutivos japoneses de Toei Company fueron advertidos por abogados estadounidenses que asistieron a las proyecciones de prueba a principios de la década de 2000 que "irían a la cárcel" si la película se proyectaba en Estados Unidos en ese momento, por lo que Toei adjuntó reglas, costos y criterios legales prohibitivos a cualquier posible acuerdo de distribución en América del Norte.
En junio de 2006, Variety informó que New Line Cinema tenía la intención de producir un remake de Battle Royale posiblemente para el año 2008, pero en julio de 2006 el New York Times informó que debido a que los encargados señalaron su intención de someter a una fuerte "americanización" la trama de esta nueva versión existía un fuerte rechazo hacia el proyecto en internet, a pesar de que la productora ni siquiera había comprado los derechos aún. Sin embargo, tras la masacre de Virginia Tech en 2007, se decidió posponer indefinidamente el proyecto, aludiendo razones de empatía por la tragedia. En 2012, se informó que el proyecto ya no se consideraba viable debido al lanzamiento de Los juegos del hambre, afirmando que "la mayor parte del público lo vería como una copia de ésta, sin enterarse que Battle Royale es más antigua; no es justo, pero es la realidad".
En abril de 2013, la película fue prohibida en Alemania, pero posteriormente se levantó la prohibición tras una objeción de la distribuidora Capelight Pictures.

### Los juegos del hambre
La novela juvenil estadounidense de 2008 Los juegos del hambre de Suzanne Collins ha sido acusada de ser sorprendentemente similar a la novela de Battle Royale en términos de la premisa básica de la trama. Mientras Collins sostiene que "nunca había oído hablar de ese libro hasta después que se publicó el suyo", Susan Dominus de The New York Times señala que "los paralelismos son lo suficientemente sorprendentes como para que el trabajo de Collins haya sido atacado salvajemente en la blogósfera como una estafa descarada". pero argumentó que "hay suficientes posibles fuentes como para que los argumentos de ambos autores pudiesen haber llegado a la misma configuración básica de forma independiente". El consenso general desde entonces ha sido el de una amistosa controversia, especialmente desde la publicación de la adaptación cinematográfica de Los juegos del hambre. El autor de novela, Takami, dijo que apreciaba que los fans "defendieran" su libro, pero afirmó que cree que "ambas novelas tienen algo que ofrecer" y que si "los lectores encuentran valor en cualquiera de los libros, eso es todo lo que un autor puede pedir".

## Banda sonora
La banda sonora fue interpretada por la Orquesta Filarmónica Nacional de Varsovia.
1. «Requiem" (Verdi) / Prologue» - 6:39
2. «New Century Education Reform Law» - 3:03
3. «A Fearful Teacher» - 3:30
4. «Game Starts» - 4:29
5. «Memory Of The Orphanage» - 2:47
6. «Slaughters» - 3:34
7. «Radetsky-Marsch Op. 228 (Johan Strauss I)» - 1:45
8. «The Person Put Into The Game, Put Out Of The Game» - 4:37
9. «An Der Schönen, Blauen Donau Op. 134 (John Strauss II)» - 1:23
10. «Escape Of Nanahara And Noriko» - 1:49
11. «Friendship - Tapping» - 2:17
12. «Auf Dem Wasser Zu Singen D. 774 (Franz Schubert)» - 2:38
13. «Winner Of Sorrow» - 2:20
14. «Kiriyama's Attack» - 4:35
15. «Mimura's Determination» - 1:15
16. «Yukie And Nanahara - Poison» - 5:32
17. «Battle Of Girls» - 4:30
18. «Meeting Again» - 2:12
19. «Aria from Orchestral Suite No.3 (Johann Sebastian Bach)» - 2:35
20. «The Third Man» - 3:35
21. «Teacher And Students - Final Battle» - 1:59
22. «Unpleasant Victory» - 2:19
23. «Hopeful Departure» - 2:17
24. «Dragons Ash - Climb The Stairs Of Quiet Days» - 4:29

## Premios y nominaciones
| Año  | Premio                                                   | Categoría                                | Candidato                              | Resultado |
| ---- | -------------------------------------------------------- | ---------------------------------------- | -------------------------------------- | --------- |
| 2001 | Premios de la Academia Japonesa                          | Mejor edición                            | Hirohide Abe                           | Ganador   |
| 2001 | Premios de la Academia Japonesa                          | Actor revelación                         | Tatsuya Fujiwara Aki Maeda             | Ganador   |
| 2001 | Premios de la Academia Japonesa                          | Película más popular                     | Battle Royale                          | Ganador   |
| 2001 | Premios de la Academia Japonesa                          | Mejor película                           | Battle Royale                          | Nominado  |
| 2001 | Premios de la Academia Japonesa                          | Mejor director                           | Kinji Fukasaku                         | Nominado  |
| 2001 | Premios de la Academia Japonesa                          | Mejor actor                              | Tatsuya Fujiwara                       | Nominado  |
| 2001 | Premios de la Academia Japonesa                          | Mejor guion                              | Kenta Fukasaku                         | Nominado  |
| 2001 | Premios de la Academia Japonesa                          | Mejor banda sonora                       | Masamichi Amano                        | Ganador   |
| 2001 | Premios de la Academia Japonesa                          | Mejor sonido                             | Kunio Ando                             | Ganador   |
| 2001 | Blue Ribbon Awards                                       | Mejor película                           | Kinji Fukasaku                         | Ganador   |
| 2001 | Blue Ribbon Awards                                       | Mejor actor nuevo                        | Tatsuya Fujiwara                       | Ganador   |
| 2001 | Festival de Cine de Sitges                               | Mejor película                           | Battle Royale                          | Nominado  |
| 2001 | Festival de Cine Fantástico y de Terror de San Sebastián | Premio del Público al Mejor Largometraje | Battle Royale                          | Ganador   |
| 2002 | Festival de Cine de Yokohama                             | Mejor actriz de reparto                  | Ko Shibasaki                           | Ganador   |
| 2013 | Premios Saturn                                           | Mejor colección de DVD/Blu-Ray           | Battle Royale: The Complete Collection | Nominado  |